# Sant'Angelo di Brolo
Sant'Angelo di Brolo (Sant'Àncilu i Brolu in siciliano) è un comune italiano di 2 682 abitanti della città metropolitana di Messina in Sicilia.

## Origini del nome
Il nome dell'abitato rimanda alla chiesa di Sant'Angelo e al termine latino medievale brolum 'campo recintato coltivato'.

## Storia
Le origini del centro abitato, così come è oggi disposto, risalgono alla campagna Normanna contro i Saraceni condotta da Ruggero II D'Altavilla, il quale dopo aver vinto una battaglia nell'attuale contrada Altavilla, secondo leggenda grazie all'intercessione dell'arcangelo Michele, eresse un convento a memoria dell'evento e lo affidò ai padri Basiliani.
Intorno al convento nacque il centro abitato. Erasmo fu il primo abate.
Tuttavia erano già presenti nel territorio quattro casali greci.
Il paese fu assoggettato alla dinastia feudale degli abati del monastero di San Michele. Raggiunse il suo massimo sviluppo fra i secoli XVI e XVII grazie all'avvio della produzione della seta. Ricco di monumenti architettonici, in prevalenza religiosi fra cui la Chiesa madre con uno stupendo portale intagliato, la chiesa dei Santi Filippo e Giacomo, l'abbazia di San Michele Arcangelo voluta dal conte Ruggero d'Altavilla, il Castello e la torre di Piano Croce.
Il paese, anche solo con mille abitanti, fu storica residenza di numerosi nobili, tra cui il principe di Sant'Elia Natoli, figlio di Blasco, fondatore del monastero di Santa Chiara, principe di Sperlinga e di Camporotondo, e anche i principi di Galati, il principe di Sant'Antonino, la principessa Isabella di Cerami, i Lanza, gli Spucches, Francesca Natoli, moglie del barone Caldarera, sorella del marchese Vincenzo Natoli, in quegli anni presidente del Regno.
Nel 1359 sotto il regno di Federico IV di Sicilia la fortificazione e i possedimenti sono assegnati a Vinciguerra d'Aragona.

### Leggende
Leggenda di Pietra Zita
La leggenda più conosciuta è quella di "Pietra Zita", secondo cui nell'omonima località è nascosto un tesoro, intangibile perché difeso dallo spirito di una ragazza, promessa sposa (la zita cioè la fidanzata), rapita e uccisa, non essendosi piegata alle voglie dei briganti.
La battaglia di Altavilla
Si narra che nel corso della battaglia tra Normanni e Saraceni, il conte Ruggero d'Altavilla, stanco e stremato di aver combattuto una giornata intera contro il nemico senza alcun risultato, invocò la grazia dal Cielo. Le sue preghiere vennero esaudite, gli apparve l'immagine trionfante di san Michele arcangelo, il giorno si fermò, il sole non tramontò finché il nemico non fu sconfitto. In segno di gratitudine il Conte fece erigere nei pressi del luogo in cui si svolse la battaglia una cappella votiva in onore di san Michele arcangelo.
La leggenda di Castelluccio
La leggenda di Castelluccio è stata riportata dallo scrittore lituano Karl Grass. Egli racconta che nei terreni intorno alla montagna di Castelluccio sia nascosto un tesoro al quale è indissolubilmente legato anche il destino della terra di Sicilia. Il sultano di Costantinopoli infatti avrebbe affermato "la Sicilia resterà povera fino a quando il tesoro di questa montagna non sarà dissotterrato". Da quel momento in poi, folle di giovani e meno giovani si sono impegnati per scovare il tesoro senza alcun risultato. Una volta, un giovane cercò di scendere in una cavità della montagna dove aveva scorto una grande quantità di oro. Improvvisamente, però, la terra iniziò a chiudersi sopra di lui; spaventato, chiamò in aiuto tutti i Santi e solo così riuscì a salvarsi, ma il tesoro sparì sotto una massa di terra e da allora non fu più ritrovato.
La leggenda di Franco
La leggenda di Franco è legata al luogo denominato Fosso di Franco, sito nei pressi dei resti della chiesetta di San Giuseppe. Franco era uno schiavo di origine etiope, dedito alla coltivazione degli alberi di gelso per la produzione del baco da seta, su cui si poggiava l'economia santangiolese dei secoli passati. Lo schiavo, approfittando dell'assenza del padrone, avendo scorto del materiale aureo cerco di estrarlo ponendo il materiale in cui pensava si trovasse l'oro su delle cataste di legna ricavate dagli alberi di gelso appositamente tagliati. Tutto ciò scatenò l'ira del padrone che, nonostante l'esito positivo dell'estrazione e le scuse del servo, decise di fucilare lo schiavo dandogli poi sepoltura nel posto, ancor oggi chiamato Fosso di Franco.

### Simboli
Lo stemma e il gonfalone del comune di Sant'Angelo di Brolo sono stati concessi con decreto del presidente della Repubblica Italiana del 9 settembre 1999.
Stemma
Gonfalone

## Monumenti e luoghi d'interesse

### Architetture religiose
- Duomo di Santa Maria, XV secolo.
- Chiesa dei Santi Filippo e Giacomo.
- Chiesa del Santissimo Salvatore, ultimo restauro 1701, struttura adibita a museo di Arte Sacra.
- Chiesa di San Domenico e convento dell'Ordine dei predicatori di San Domenico, 1563, già chiesa di Sant'Antonio.
- Chiesa di Nostra Donna di Loreto, 1400.
- Chiesa di San Giovanni, 1400.
- Chiesa della Santissima Trinità (o di Santa Maria dell'Idria), già sede del Priorato dei Cavalieri di Malta.
- Chiesa di San Francesco di Paola, 1582.
- Chiesa di San Nicolò, 1566.
- Chiesa di San Biagio, 1622.
- Chiesa di Santa Maria Annunziata, 1600 circa.
- Chiesa della Madonna del Giardino.
- Chiesa di Santa Marta, 1630 circa.
- Chiesa di San Francesco o Santa Maria degli Angeli e convento dell'Ordine dei frati minori osservanti di San Francesco d'Assisi, 1596, strutture adibite a museo.
- Chiostro della chiesa di San Francesco d'Assisi.
- Chiesa di San Michele Arcangelo e monastero dell'Ordine basiliano, 1084, istituzione costituita per volontà del Gran Conte Ruggero.
- Chiesa della Madonna del Soccorso.
- Chiesa di Santa Domenica.
- Chiesa della Madonna della Lettera.
- Chiesa della Provvidenza
- Chiesa di San Gregorio
- Chiesa della Maddalena
- Chiesa di Sant'Orsola
- Chiesa di Santa Maria della Stella
- Chiesa di San Silvestro
- Cappella di Patrizio

### Architetture civili
- Teatro Comunale "Achille Saitta", 1901, sorto sui resti della chiesa di Santa Chiara
- Castello medioevale di Piano Croce con annessa torre saracena[senza fonte], 1100 circa
- U Cappelluni, 1755 circa, ambiente ad arco a sesto acuto ricavato dall'ampliamento della navata della chiesa di Santa Maria
- Monumento ai caduti, inizi XX secolo
- Mulini ad acqua

## Società

### Evoluzione demografica
Abitanti censiti

## Cultura

### Istruzione

#### Scuole
Nel Comune di Sant'Angelo di Brolo sono presenti le seguenti istituzioni prescolastiche e scolastiche:
- Asilo nido comunale
- Scuola dell'infanzia di Sant'Angelo Centro e di Contura
- Scuola primaria di Sant'Angelo Centro e di Colantoni
- Scuola secondaria di primo grado di Sant'Angelo Centro

#### Biblioteche
- Biblioteca comunale

#### Musei
- Museo di Arte Sacra.
- Museo degli Angeli.

### Cucina
La cucina santangiolese è caratterizzata principalmente da tre elementi fondamentali: salame, dolci e nocciola.
Ecco un elenco dei prodotti tipici principali:
- Salame Sant'Angelo.
- Buccunetti.
- Nzudde.

### Eventi
Numerosi sono gli eventi che si tengono sul territorio di Sant'Angelo di Brolo, concentrati soprattutto nel periodo estivo ed organizzati dall'Amministrazione Comunale, dai soggetti privati titolari di attività commerciali e da Associazioni Culturali, tra i quali:
- Festa Patronale di San Michele Arcangelo, 28/29 settembre.
- Festa dell'emigrante e Reunion dei Santi (cadenza biennale).
- Festa del Santissimo Crocifisso, 3 maggio.
- Sagra della Nocciola, 12 agosto.
- Festa della Porchetta, 18 agosto.
- Torneo di Calcetto "San Silvestro", periodo estivo.
- Festa della Madonna del Tindari, contrada San Silvestro, 7/8 settembre.
- Rallye dei Nebrodi.

## Amministrazione
Di seguito è presentata una tabella relativa alle amministrazioni che si sono succedute in questo comune.
| Periodo          | Periodo          | Primo cittadino            | Partito              | Carica              | Note   |
| ---------------- | ---------------- | -------------------------- | -------------------- | ------------------- | ------ |
| 19 aprile 1988   | 2 luglio 1991    | Diego Taviano              | Democrazia Cristiana | Sindaco             | [ 12 ] |
| 30 luglio 1991   | 31 marzo 1993    | Diego Taviano              | Democrazia Cristiana | Sindaco             | [ 12 ] |
| 6 luglio 1993    | 22 novembre 1993 | Antonino Caiola            |                      | Comm. straordinario | [ 12 ] |
| 22 novembre 1993 | 1º dicembre 1997 | Francesco Paolo Cortolillo | -                    | Sindaco             | [ 12 ] |
| 1º dicembre 1997 | 28 maggio 2002   | Francesco Paolo Cortolillo | lista civica         | Sindaco             | [ 12 ] |
| 28 maggio 2002   | 13 giugno 2006   | Michelangelo Di Nunzio     | lista civica         | Sindaco             | [ 12 ] |
| 13 giugno 2006   | 31 maggio 2011   | Basilio Caruso             | lista civica         | Sindaco             | [ 12 ] |
| 31 maggio 2011   | 5 giugno 2016    | Basilio Caruso             |                      | Sindaco             | [ 12 ] |
| 6 giugno 2016    | 11 ottobre 2021  | Francesco Paolo Cortolillo |                      | Sindaco             | [ 12 ] |
| 12 ottobre 2021  | in carica        | Francesco Paolo Cortolillo |                      | Sindaco             | [ 12 ] |

### Altre informazioni amministrative
Il comune di Sant'Angelo di Brolo fa parte delle seguenti organizzazioni sovracomunali: regione agraria n. 8 (Colline litoranee di Patti).

### Gemellaggi
Sant'Angelo di Brolo, nell'ambito del progetto "Gemellangelo", è dal 2010 gemellato con i seguenti comuni italiani:
- Castel Sant'Angelo
- Sant'Angelo a Cupolo
- Sant'Angelo a Fasanella
- Sant'Angelo all'Esca
- Sant'Angelo d'Alife
- Sant'Angelo dei Lombardi
- Sant'Angelo di Piove di Sacco
- Sant'Angelo in Lizzola
- Sant'Angelo in Vado
- Sant'Angelo Limosano
- Sant'Angelo Muxaro
- Sant'Angelo Romano

## Sport

### Società sportive
- ASD Santangiolese, calcio, militante nel campionato di Promozione

### Impianti sportivi
- Stadio Comunale "R. Caldarera"
- Campetti Polivalenti "G. Lembo"
- Campo da tennis Mosè
- Campo da tennis San Carlo